# Naberejnye Tchelny
Naberejnye Tchelny (russo:  Набережные Челны; em tártaro:  Яр Чаллы) é uma cidade e município da República do Tartaristão, parte da Federação da Rússia. Localiza-se no nordeste da república, uma das áreas mais industrializadas do Tartaristão, com destaque para a indústria automobilística e a indústria química. Tem cerca de 507 mil habitantes. Designou-se Tchelny até 1930 e Brejnev entre 1982 e 1988..

## Cidades-irmãs
- Liaocheng, China (2009)

## Esporte
A cidade de Naberejnye Tchelny é a sede do Estádio KAMAZ e do FC KAMAZ Naberejnye Tchelny, que participa do Campeonato Russo de Futebol. Outro clube é o FC KamAZavtotsentr Naberejnye Chelny.

## Galeria

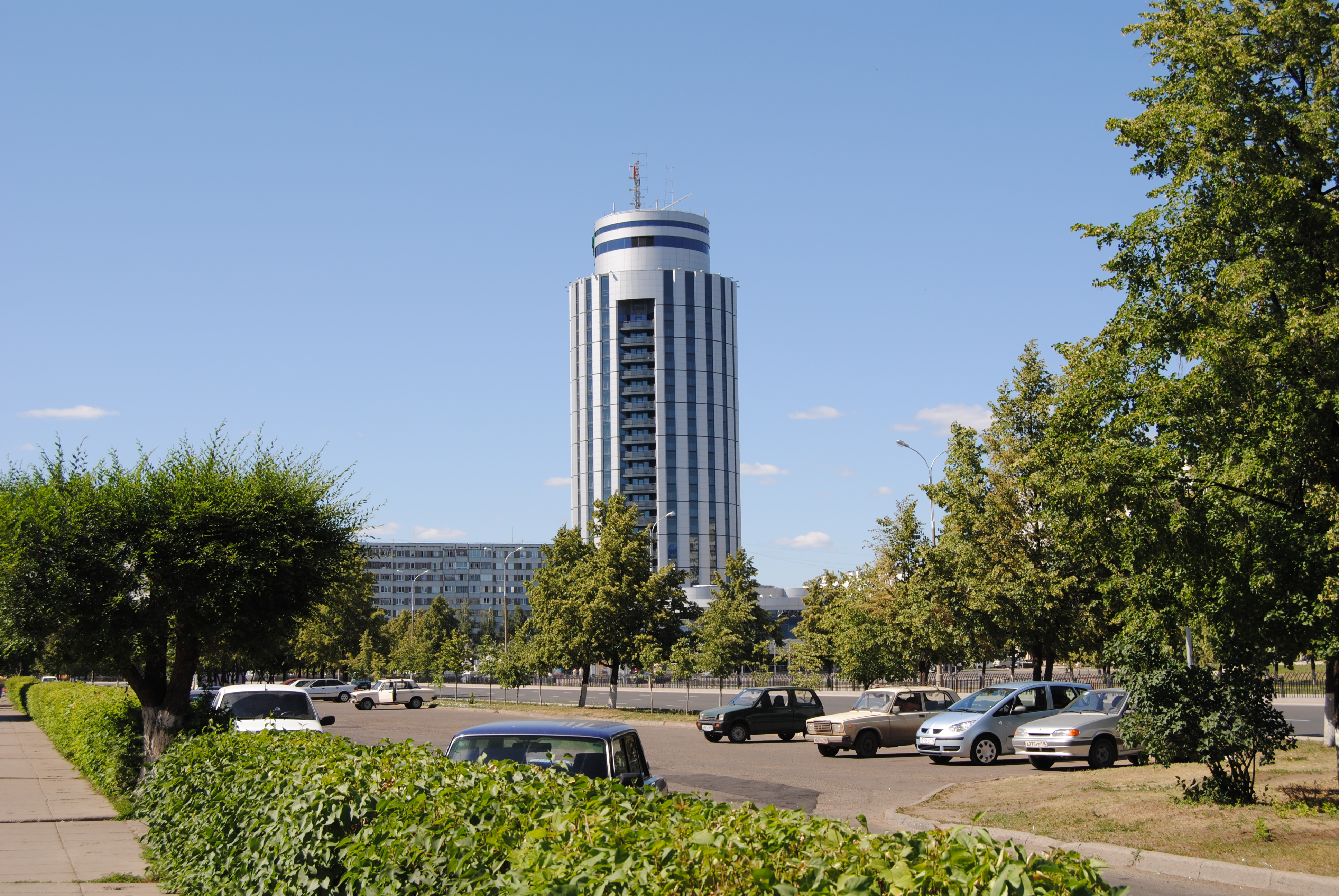
Centro de negócios exteriores
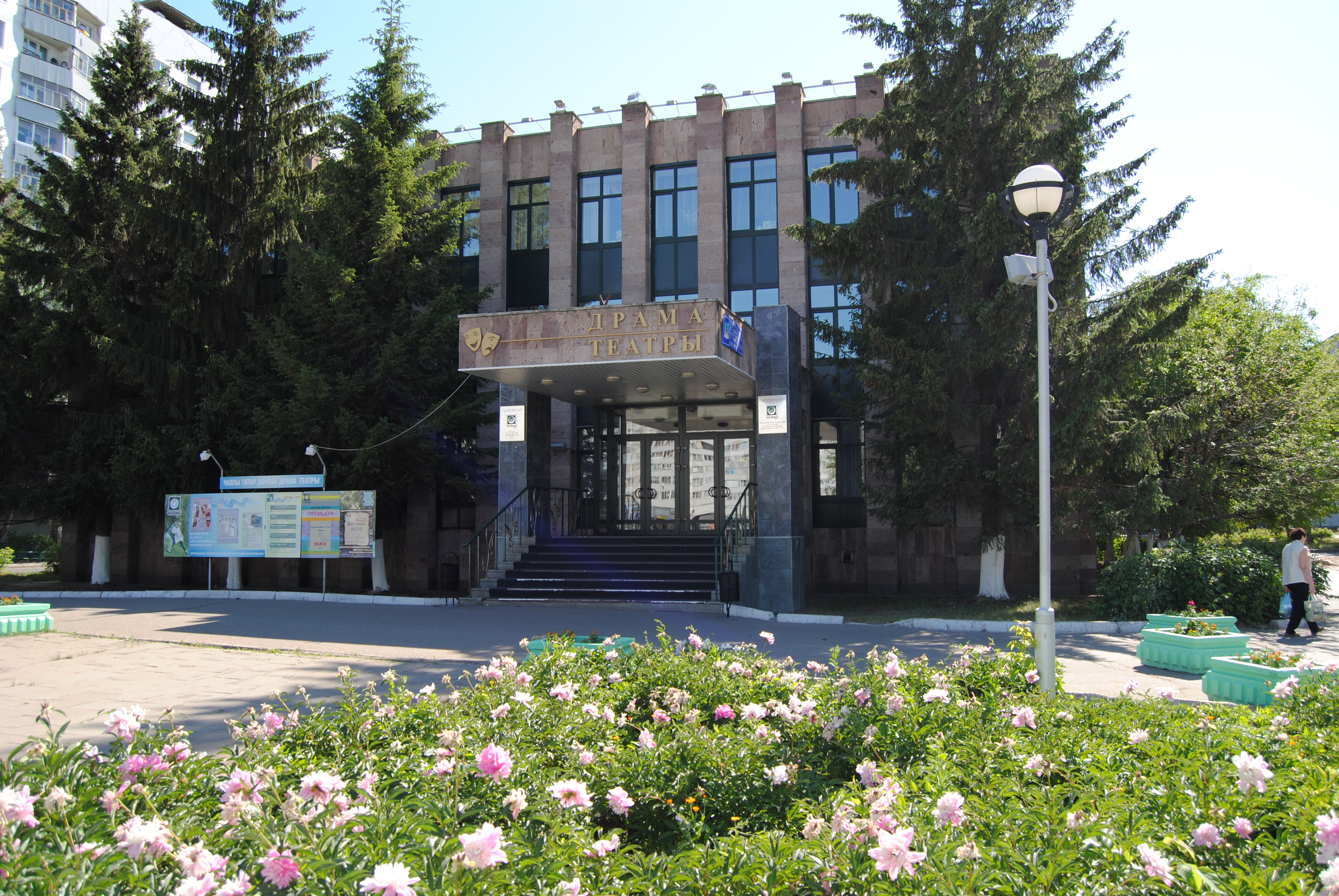
Teatro Dramático Estatal Tártaro de Naberejnye Tchelny
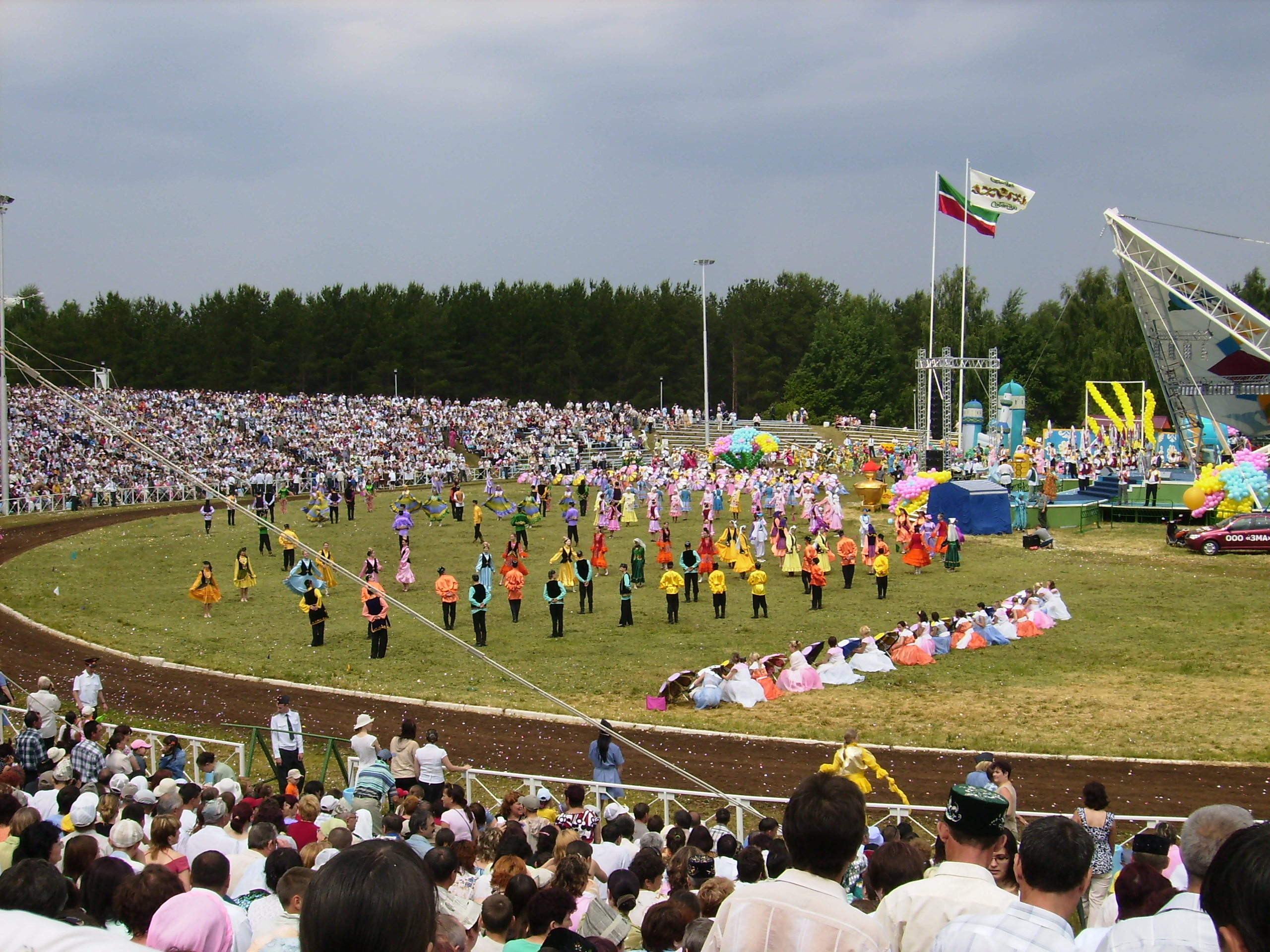
Sabantui
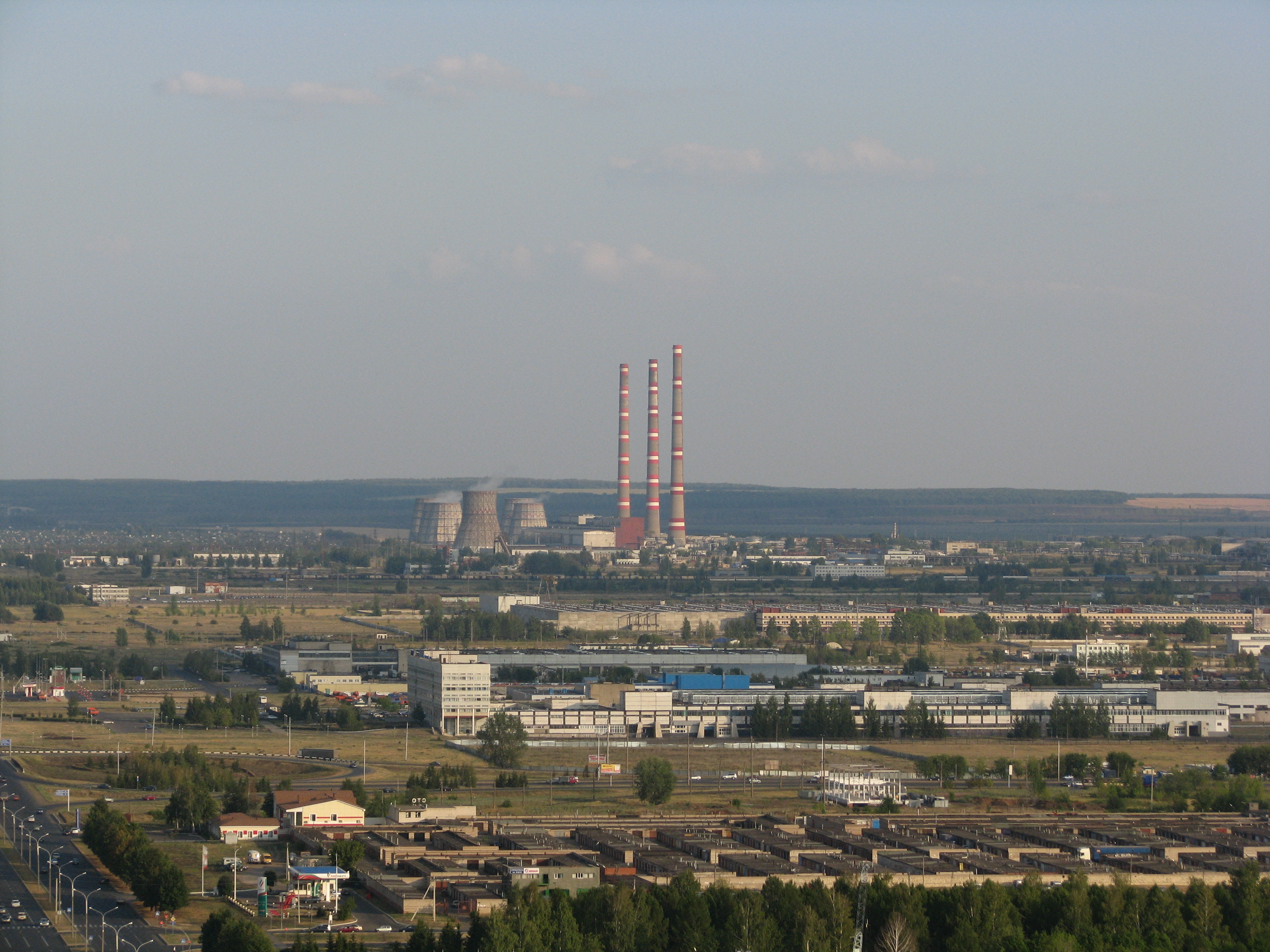
Produção combinada de calor e energia
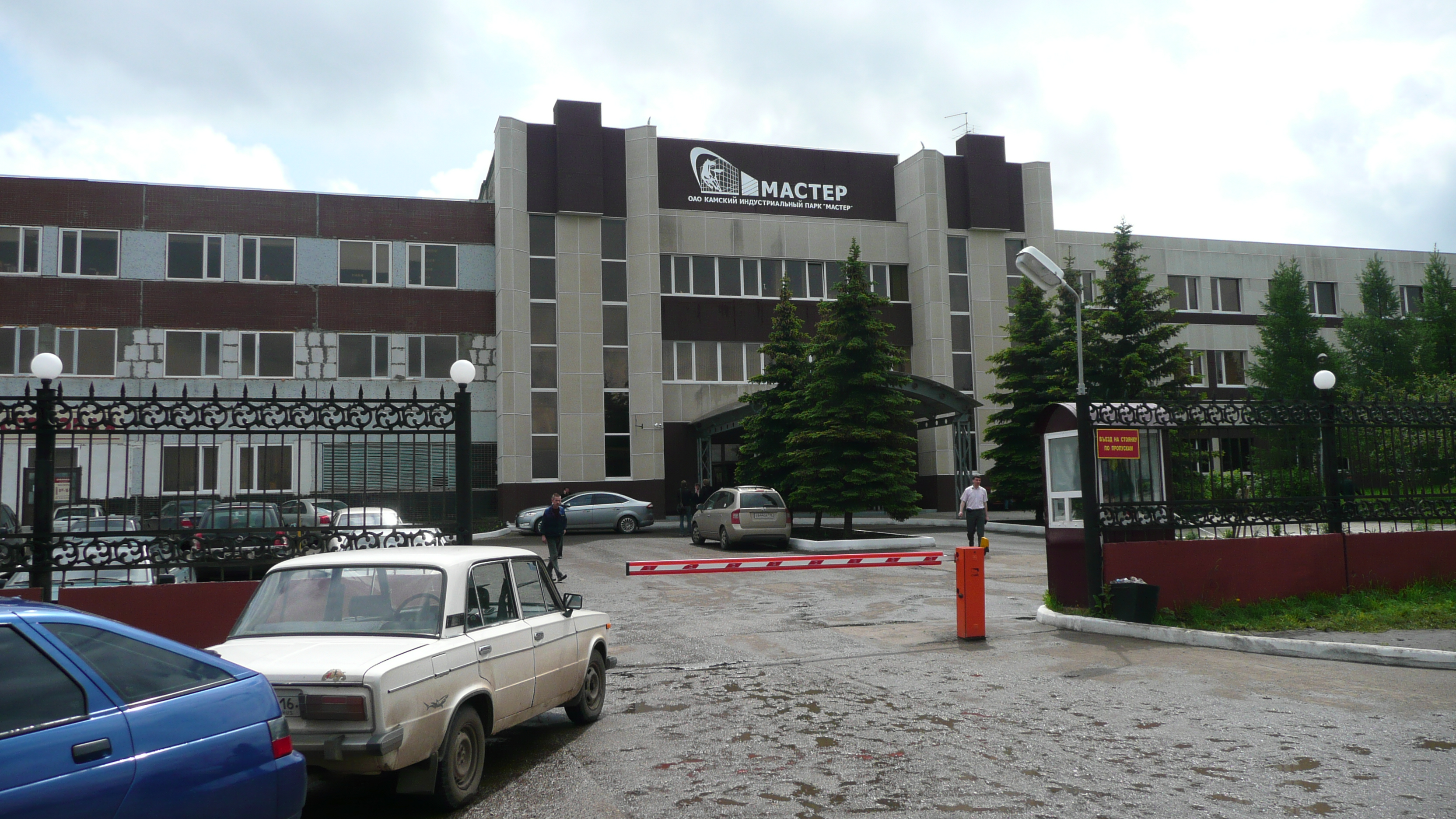
Parque industrial "Kamaz Master"